# Mount Baldy
Mount Baldy är ett berg i Kanada.   Det ligger i provinsen Alberta, i den centrala delen av landet, 2 900 km väster om huvudstaden Ottawa. Toppen på Mount Baldy är 2 150 meter över havet, eller 329 meter över den omgivande terrängen. Bredden vid basen är 3,4 km.
Terrängen runt Mount Baldy är huvudsakligen kuperad, men västerut är den bergig. Trakten runt Mount Baldy är nära nog obefolkad, med mindre än två invånare per kvadratkilometer..
I omgivningarna runt Mount Baldy växer i huvudsak barrskog.